# Sautron

Localització de Sautron

Sautron (en bretó Saotron) és un municipi francès, situat a la regió de país del Loira, al departament de Loira Atlàntic, que històricament ha format part de la Bretanya. L'any 2006 tenia 6.809 habitants. Limita amb els municipis de Vigneux-de-Bretagne, Orvault, Saint-Herblain i Couëron.

## Demografia
| 1962                                       | 1968  | 1975  | 1982  | 1990  | 1999  |
| ------------------------------------------ | ----- | ----- | ----- | ----- | ----- |
| 1.216                                      | 1.333 | 2.849 | 4.692 | 6.026 | 6.924 |
| Des de 1962: població sense dobles comptes |       |       |       |       |       |

## Administració
| Període   | Identitat             | Partit        |
| --------- | --------------------- | ------------- |
| 1945-1964 | Léonce de Gibon, pare |               |
| 1964-1965 | Léonce de Gibon, fill |               |
| 1965-1995 | François Baudry       | Divers droite |
| 1995-2008 | Claude Brétécher      | Divers droite |
| 2008-     | Marie-Cécile Gessant  | Divers droite |

## Galeria d'imatges

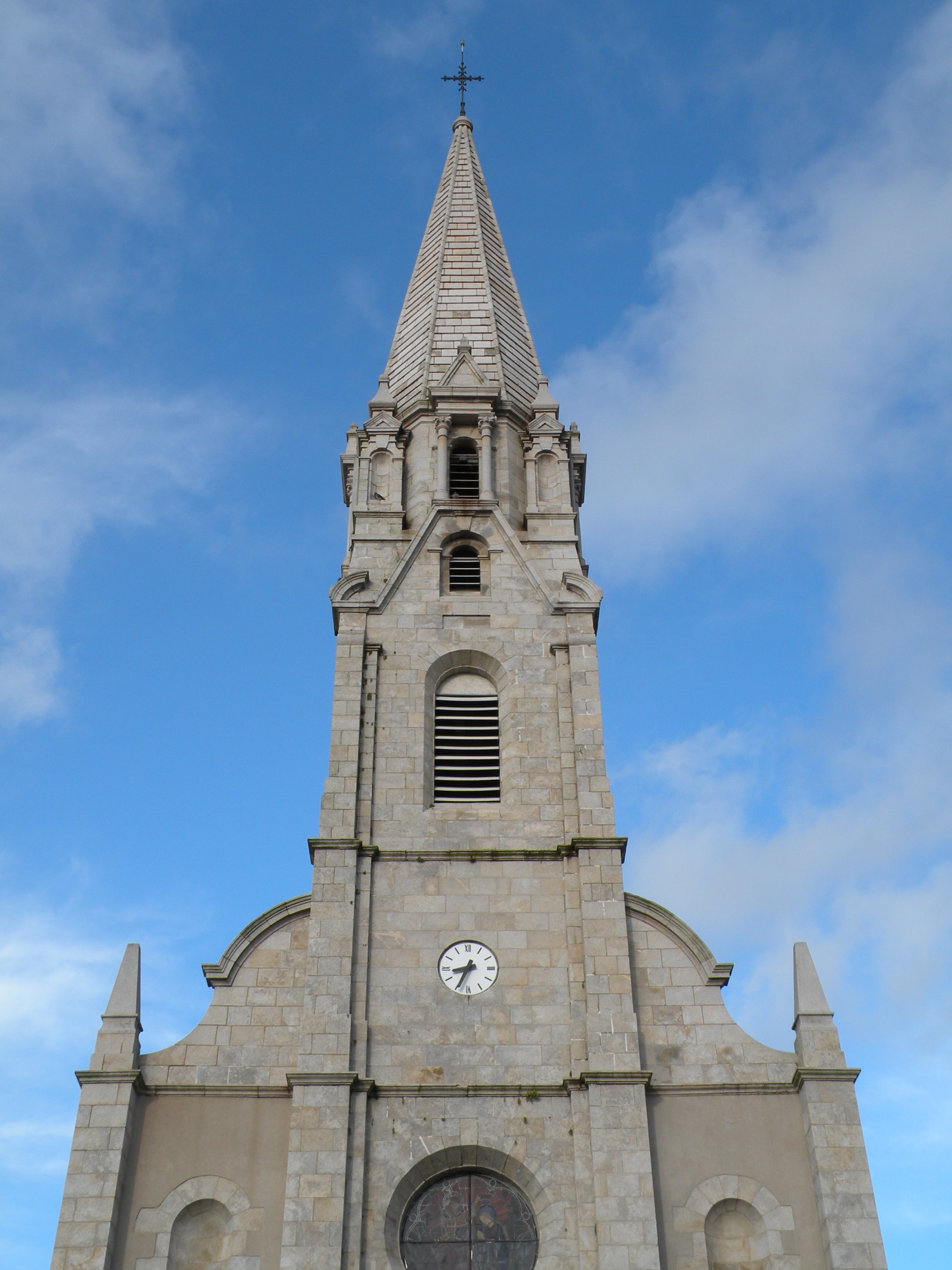
L'església
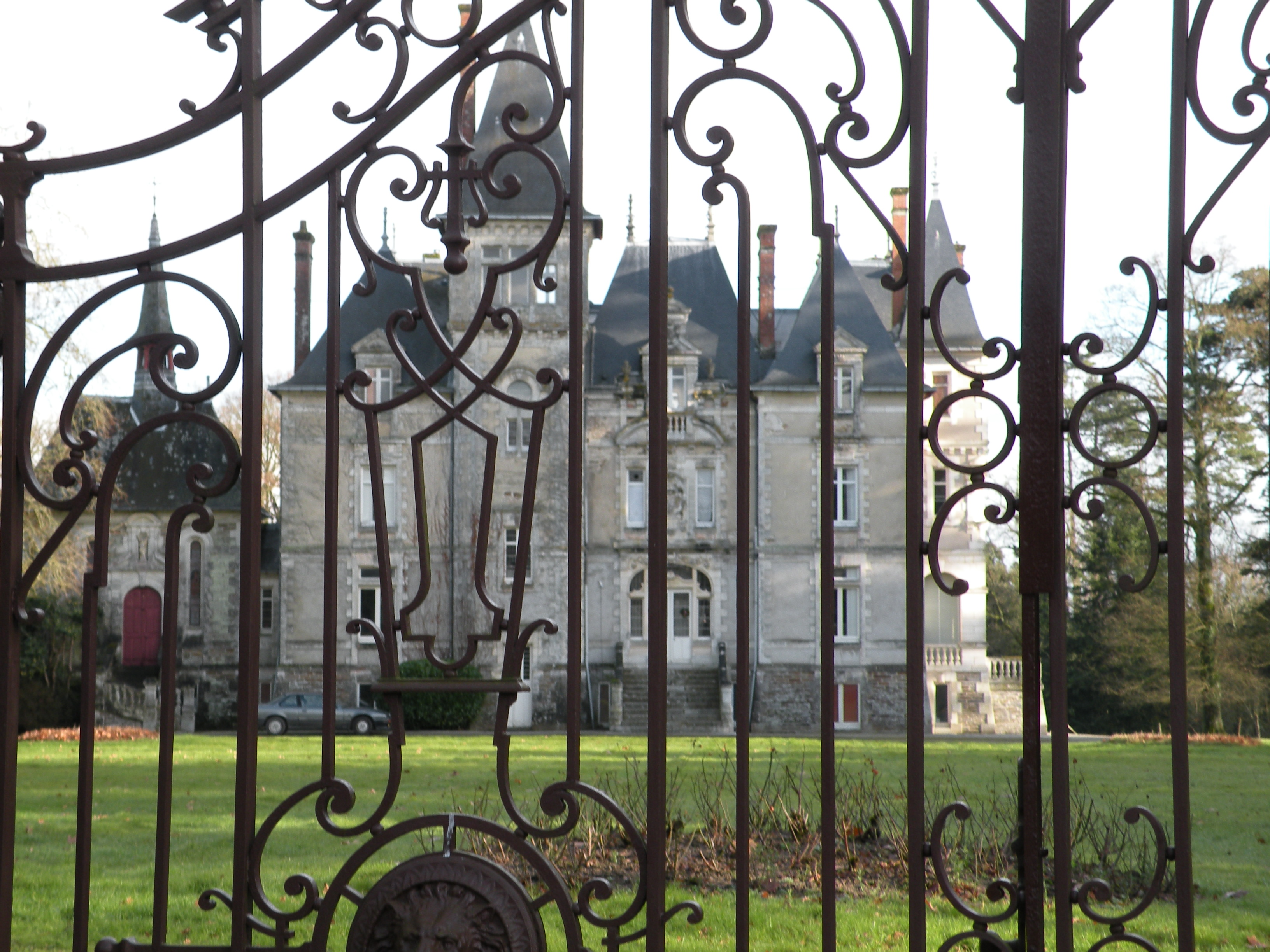
El castell Les Croix
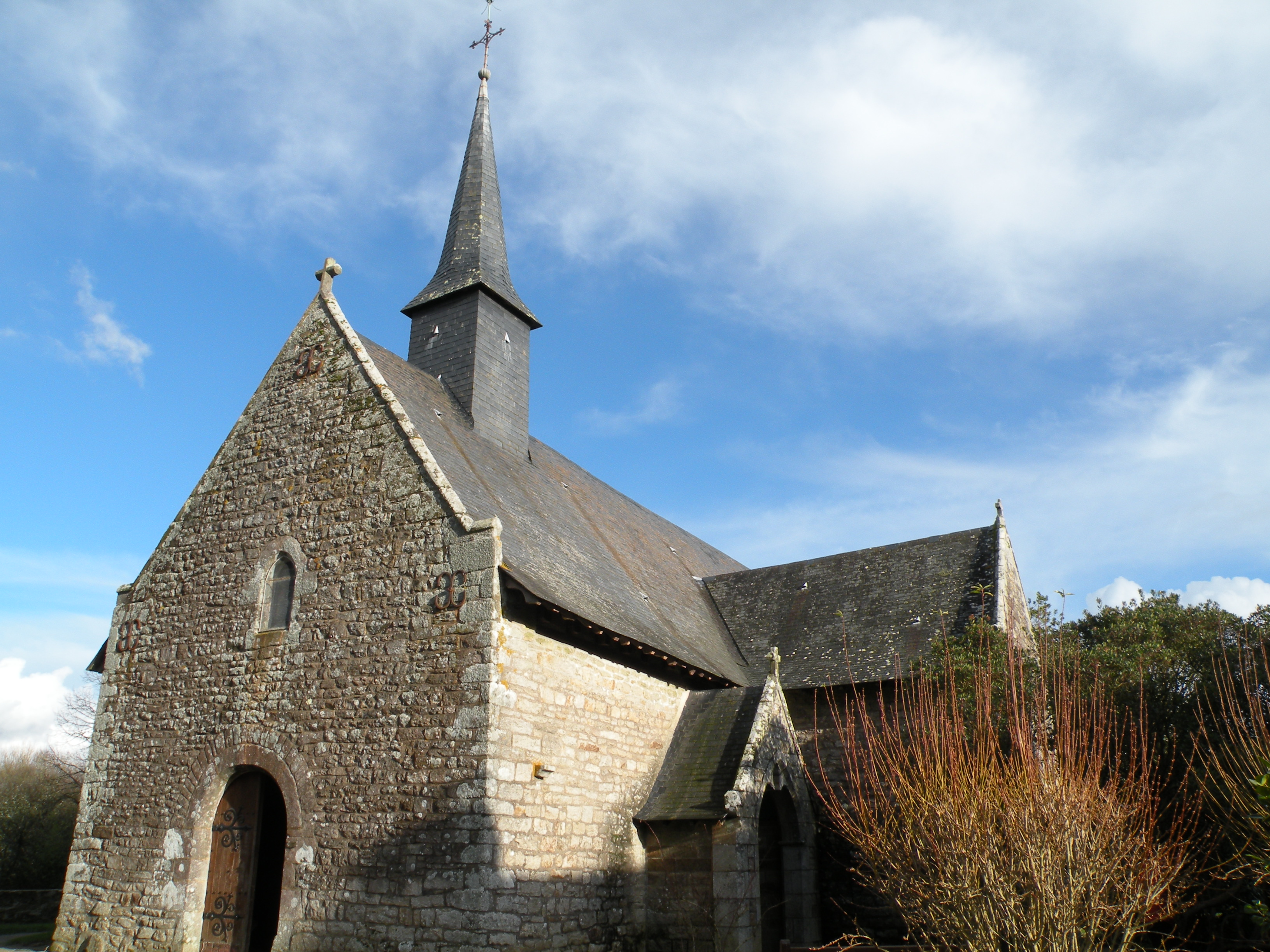
La capella de Bongarant